# 17-11-70
17-11-70 (11-17-70 negli Stati Uniti) è il quarto album dell'artista britannico Elton John e il suo primo album live, pubblicato il 10 maggio 1971.

## Il disco
Elton si era appena fatto conoscere in America con la distribuzione dell'album omonimo, nel 1970. Tornato negli Stati Uniti alla fine dello stesso anno, gli fu proposta un'esibizione ai A&R Recording Studios di New York (sarebbe poi stata trasmessa da un'emittente radiofonica statunitense, oltre che registrata).
Ebbe così inizio lo show, che mandò il pubblico in delirio: Elton, formidabile al pianoforte e accompagnato solo da Dee Murray al basso e da Nigel Olsson alla batteria, dimostrò di essere un fenomeno sensazionale, unico nel suo genere, e solo pochissimi artisti riuscirono ad eguagliare la sua abilità nei live, dove egli si fondeva con il suo strumento fino a divenirne un tutt'uno. Oltre a vari brani in maggioranza tratti dai suoi album precedenti, celebrò i Beatles, i Rolling Stones e Elvis Presley, che furono tra i suoi più grandi ispiratori, eseguendo tre canzoni prese dal loro repertorio. Secondo il racconto del DJ Dave Herman, a un certo punto del concerto Elton si tagliò la mano; alla fine dello show, la tastiera del pianoforte era quindi ricoperta di sangue.
Dopo la registrazione dell'album si pensò di distribuirlo insieme ad Empty Sky, che non era ancora uscito negli Stati Uniti (arriverà sul mercato statunitense solo nel 1975); in seguito però si decise di pubblicarlo subito da solo, per frenare la circolazione di bootleg.
Oggi, sebbene spesso a torto dimenticato, è considerato come uno dei live migliori dell'intera carriera di Elton, se non il migliore.

## Tracce

### LP 1971
1. Take Me to the Pilot – 4:57
2. Honky Tonk Women – 4:07 (Mick Jagger, Keith Richards)
3. Sixty Years On – 5:55
4. Can I Put You On – 7:22
5. Bad Side of the Moon – 6:10
6. Medley – 18:27

### CD 1995
1. Bad Side of the Moon – 6:10
2. Amoreena – 4:54 – traccia bonus, contenuta nella versione rimasterizzata del 1995
3. Take Me to the Pilot – 4:57
4. Sixty Years On – 5:55
5. Honky Tonk Women – 4:07 (Mick Jagger, Keith Richards)
6. Can I Put You On – 7:22
7. Medley – 18:27

## La scaletta completa di17-11-70
- I Need You to Turn To
- Your Song
- Bad Side of the Moon
- Country Comfort
- Can I Put You On
- Border Song
- Sixty Years On
- Indian Sunset
- Honky Tonk Women
- Amoreena
- Take Me to the Pilot
- Burn Down the Mission/My Baby Left Me/Get Back
- My Father's Gun

## Classifiche
Album
| Anno | Classifica              | Posizione |
| ---- | ----------------------- | --------- |
| 1971 | Official Albums Chart   | 20        |
| 1971 | Billboard US Pop Albums | 11        |

## Formazione
- Elton John: voce, pianoforte
- Dee Murray: basso, cori
- Nigel Olsson: batteria, cori